# Luciano Gondou
Luciano Emilio Gondou Zanelli (* 22. Juni 2001 in Rufino) ist ein argentinischer Fußballspieler.

## Karriere

### Verein
Von der U20 von CA Sarmiento wurde er von Juli 2019 bis November 2020 an die U20 von River Plate verliehen. Danach stieg er bei Sarmiento Anfang 2021 in die zweite Mannschaft auf und schaffte im Sommer 2021 auch schließlich den Sprung in die erste Mannschaft. Mit diesen stieg er in die erste Liga auf und sammelte einige Einsätze für die Mannschaft dort. Nach zwei Jahren verließ er für eine Ablöse von 3,18 Mio. Euro seinen Jugendklub und schloss sich Argentinos Juniors an, mit welchen er dann im August 2023 auch erstmals in der Copa Libertadores zum Einsatz kam.

### Nationalmannschaft
Im Oktober 2023 wurde er erstmals für die argentinische U23 zur Vorbereitung vor dem Qualifikationsturnier für Olympia nominiert. Dort kam er im Vorfeld auch zu einigen Einsätzen bei Freundschaftsspielen. Bei dem Turnier selbst war er auch in jeder Partie aktiv und erzielte insgesamt vier Tore sowie eine Vorlage. Am Ende landete er mit seinem Team hier auf dem zweiten Platz der Endgruppe und qualifizierte sich so für die Spiele in Paris.